# 김필선
김필선(본명: 김서영, 1999년 9월 17일 ~ )은 대한민국의 싱어송라이터이다.